# Hachalu Hundessa
Hachalu Hundessa, scritto anche Haacaaluu Hundeessaa o in oromo Hacaaluu Hundeessaa Boonsaa (Ambo, 1986 – Addis Abeba, 29 giugno 2020), è stato un cantante e attivista etiope di etnia Oromo.

## Biografia
Nel 2003, all'età di 17 anni, fu arrestato per aver preso parte alle proteste. È stato imprigionato a Karchale Ambo per cinque anni e successivamente rilasciato nel 2008.
Hundessa ha composto e scritto la maggior parte dei testi del suo primo album mentre era in prigione. L'album Sanyii Mootii è stato pubblicato nel 2009. Nel 2013 è andato in tournée negli Stati Uniti e ha pubblicato il suo secondo album Waa'ee Keenyaa, che è stato l'album di musica africana più venduto su Amazon Music.
Le sue canzoni sono state strettamente legate alla resistenza antigovernativa iniziata nel 2015 e alle proteste etiopi del 2016. Mesi dopo l'uscita del singolo nel giugno 2015, in tutta la regione di Oromia si sono verificate proteste contro il Piano Regolatore di Addis Abeba. La canzone è diventata un inno per i manifestanti e uno dei video musicali più visti.
Nel dicembre 2017 Hundessa ha cantato in un concerto ad Addis Abeba che ha raccolto fondi per 700.000 oromo che sono sfollati a causa delle violenza nella regione somala. Il concerto è stato trasmesso in diretta da Oromia Broadcasting Network.
Hundessa è stato ucciso la sera del 29 giugno 2020 nell'area di Gelan Condominiums ad Addis Abeba. Il suo omicidio ha generato una serie di proteste e manifesti degli oromi in Etiopia.

## Discografia

### Album in studio
- 2009 – Sanyii Mootii
- 2013 – Waa'ee Keenya